# Droga nr 672 (Izrael)
Droga regionalna nr 672 (hebr. כביש 672) – droga regionalna położona na północy Izraela. Biegnie ona z miasta Hajfa do miejscowości Kirjat Tiwon.

## Przebieg
Droga nr 672 przebiega przez
Poddystrykt Jezreel w Dystrykcie Północnym Izraela. Biegnie południkowo z południa na północ, od miasta Hajfa do miejscowości Kirjat Tiwon.

### Hajfa
Swój początek bierze na skrzyżowaniu z drogą nr 4 na równinie przybrzeżnej Izraela w obrębie miasta Hajfa na południowy zachód od góry Karmel. Drogą nr 4 jadąc na północ dojeżdża się do centrum Hajfy, lub na południe do węzła drogowego z autostradą nr 2 i drogą ekspresową nr 23. Natomiast droga nr 672 kieruje się na północny wschód jako droga dwujezdniowa (ulica Ecel), mijając położone na północy osiedle Sza’ar Alija i na południu osiedle Neve Dawid. Po minięciu mostku nad okresowym strumieniem Amik dociera się do położonego na północ od drogi szpitala wojskowego nr 10. Dalej omija się położone po stronie południowej wieżowce Ramat Karmel Towers i wspinając się po stromych zboczach góry Karmel wykręca na wschód docierając do osiedla Zachodni Karmel. Przejeżdżając przez ten gęsto zabudowany obszar droga (ulica ha-Jam) wije się licznymi zakrętami nieustannie wspinając się do góry. Na krótkim odcinku 0,5 km droga rozdziela się i w kierunku południowo-wschodnim prowadzi jako ulica ha-Jam, natomiast w przeciwnym jako ulica ha-Tamar. Mijając kolejne skrzyżowania dociera się do położonego na wysokości około 300 metrów n.p.m. osiedla Merkaz ha-Karmel. Po dotarciu do centrum droga mija centralną synagogę i wykręca na południe na ulicę ha-Nassi. Dalej prowadzi jako droga dwujezdniowa przez gęsto zabudowany obszar miejski położony na samym szczycie grani szczytowej masywu Karmel. Mija centrum kultury Hajfy i jako Aleja Morija kieruje się dalej na południe do osiedli Karmelija i Achuza. Można tu zjechać do położonego na zachodzie Centrum Medycznego Karmel. Następnie droga (jako ulica Chorev) wykręca na południowy wschód i przejeżdża pomiędzy położonym na wschodzie osiedlem Giwat Zemer a położonymi na zachodzie osiedlami Ramat Eszkol i Ramat Begin. Potem droga przechodzi w ulicę Abba Chuszi i przejeżdża między położonym na północy osiedlem Ramat Almogi i na południu osiedlem Ramat Golda Meir. Mija tutaj szkołę ha-Reali będącą ośrodkiem Otwartego Uniwersytetu Izraela w Hajfie. Następnie mija się osiedle Denja i na wysokości około 440 m n.p.m. dojeżdża do skrzyżowania z drogą nr 705, którą można zjechać na północny wschód do miasta Neszer i na równinę przybrzeżną do drogi nr 752. Natomiast droga nr 672 prowadzi dalej na południowy wschód i dociera do Uniwersytetu Hajfy.

### Góra Karmel
Po wyjechaniu z obszaru miasta Hajfa, droga nr 672 prowadzi na południowy wschód przez zalesiony obszar Parku Narodowego Góry Karmel. Po około 1 km dojeżdża do skrzyżowania z drogą nr 7212 prowadzącą na północ do miasta Neszer. Dalej droga prowadzi przez niezwykle malowniczą okolicę i po około 2 km dociera do skrzyżowania Damon z drogą nr 721, która prowadzi na zachód do Zakładu Karnego Damon i dalej do kibucu Bet Oren. Droga nr 672 prowadzi dalej na południowy wschód i dociera do miejscowości Isfija. W jej obrębie droga wykręca na południe i dojeżdża do następnego miasteczka Dalijat al-Karmil. W samym centrum tej miejscowości droga wykręca na południowy wschód. Po wyjechaniu z miejscowości wykręca na południe i zjeżdża na wysokość 200 m n.p.m. do doliny strumienia Jokne’am.

### Wyżyna Manasesa
Przy moszawie Eljakim droga dociera do węzła z drogą ekspresową nr 70, którą jadąc na północny wschód dojeżdża się do miasta Jokne’am lub na południowy zachód do węzła z autostradą nr 6. Natomiast droga nr 672 prowadzi dalej na południowy wschód i wjeżdża w pofałdowany obszar Wyżyny Manassesa. Po minięciu moszawu Eliakim droga dociera do skrzyżowania z ulicą Icchaka Rabina, która prowadzi na północ do miasta Jokne’am. Niecałe pół kilometra dalej mijana jest położona na północ od drogi wieś komunalna En ha-Emek. Po niecałych 2 km dociera się do skrzyżowania z drogą nr 6954, która prowadzi na wschód do kibucu Ramat ha-Szofet. Po około 1,5 km dojeżdża się do skrzyżowania z drogą nr 6953, która prowadzi na wschód do kibucu En ha-Szofet. Pół kilometra dalej dojeżdża się do kibucu Dalijja, a po kolejnych 5 km jest kibuc Galed, w którym droga kończy swój bieg.